# Dżesika Jaszek
Dżesika Jaszek (ur. 4 kwietnia 1996) – polska piłkarka, występująca na pozycji napastnika. Mistrzyni Polski z RTP Unią Racibórz w sezonie 2011/2012 i 2012/2013. W 2013 roku została także z reprezentacją Polski mistrzynią Europy do lat 17.

## Kariera klubowa
Trenowanie piłki nożnej rozpoczynała w drużynie LKS Cyprzanów. Po trzech latach gry z tą drużyną przeszła do rezerw RTP Unii Racibórz. Po roku została wypożyczona do LKS-u Gamów, a następnie do Czarnych Sosnowiec. Na początku 2012 roku wróciła do Unii Racibórz, gdzie trafiła już do pierwszego zespołu. W sezonie 2011/2012 i 2012/2013 zdobyła z tym klubem mistrzostwo Polski. W sezonie 2011/2012 wygrała z Unią także Puchar Polski. W styczniu 2014 roku na skutek upadku RTP Unii Racibórz spowodowanego problemami finansowymi przeszła do Górnika Łęczna.
W sezonie 2017/18 pomogła Górnikowi Łęczna wywalczyć jego pierwszy tytuł Mistrza Polski (na trzy kolejki przed końcem rozgrywek, kiedy to Górnik w 24 kolejce pokonał u siebie ASZ PWSZ Wałbrzych 2:1) oraz Puchar Polski, gdzie w finale łęcznianki wygrały z Czarnymi Sosnowiec 3:1, a sama Jaszek zdobyła bramkę i została MVP meczu. 
Od sezonu 2018/19 reprezentuje barwy Czarnych Sosnowiec, z którymi podpisała dwuletni kontrakt. 

## Kariera reprezentacyjna
Na rozegranych w czerwcu 2013 roku Mistrzostwach Europy do lat 17 piłkarka zdobyła wraz z reprezentacją Polski U-17 złote medale.
Pierwsze powołanie do seniorskiej reprezentacji otrzymała w lutym 2018 roku, w zastępstwie Agaty Tarczyńskiej, która na skutek odnowienia się urazu ścięgna Achillesa musiała zrezygnować z udziału w turnieju Gold City Women's Cup. Dżesika zadebiutowała 28 lutego już w pierwszym meczu przeciwko Jordanii. Polki wygrały spotkanie 2:0, a Dżesika by się pokazać otrzymała od trenera całą drugą połowę.

## Sukcesy klubowe
- Mistrzyni Polski (2011/12, 2012/13, 2017/18)
- Wicemistrzyni Polski (2013/14, 2015/16, 2016/17)
- Brązowa medalistka Mistrzostw Polski (2014/15)
- Zdobywczyni Pucharu Polski (2011/12, 2017/18)
- Finalistka Pucharu Polski (2012/13, 2014/15, 2015/16, 2016/17)

## Sukcesy reprezentacyjne
- Mistrzyni Europy do lat 17 (2013)